# Танзания на летних Олимпийских играх 2012
Танзания принимала участие в летних Олимпийских играх 2012 года, которые проходили в Лондоне (Великобритания) с 27 июля по 12 августа, где её представляли 6 спортсменов в трёх видах спорта. На церемонии открытия Олимпийских игр флаг Танзании несла бегунья Закия Мришо Мохамед.
На летних Олимпийских играх 2012 Танзания не сумела завоевать ни одной олимпийской медали. Для марафонца Самсон Рамадхани эта Олимпиада стала третьей в карьере.

## Состав и результаты

### Бокс
Мужчины
| Соревнование | Спортсмены      | 1/16 финала         | 1/8 финала           | Четвертьфинал        | Полуфинал            | Финал                | Место |
| Соревнование | Спортсмены      | Соперник Результат  | Соперник Результат   | Соперник Результат   | Соперник Результат   | Соперник Результат   | Место |
| ------------ | --------------- | ------------------- | -------------------- | -------------------- | -------------------- | -------------------- | ----- |
| до 69 кг     | Селеман Кидунда | MDAВ. Белоус П 7:20 | Завершил выступление | Завершил выступление | Завершил выступление | Завершил выступление | 17    |

### Лёгкая атлетика
Мужчины
Шоссейные виды
| Соревнование | Спортсмены       | Результат | Место |
| ------------ | ---------------- | --------- | ----- |
| Марафон      | Фаустин Мусса    | 2:17:39   | 33    |
| Марафон      | Самсон Рамадхани | 2:24:53   | 66    |

Женщины
Беговые виды
| Соревнование | Спортсмены          | Отборочный раунд | Отборочный раунд | Отборочный раунд | Финал                 | Финал                 |
| Соревнование | Спортсмены          | Забег            | Результат        | Место            | Результат             | Место                 |
| ------------ | ------------------- | ---------------- | ---------------- | ---------------- | --------------------- | --------------------- |
| 5000 метров  | Закия Мришо Мохамед | 2                | 15:39,58         | 16               | Завершила выступление | Завершила выступление |

### Плавание
Мужчины
| Соревнование              | Спортсмены    | Отборочный раунд | Отборочный раунд | Отборочный раунд | Полуфинал            | Полуфинал            | Полуфинал            | Финал                | Финал                | Итоговое место |
| Соревнование              | Спортсмены    | Заплыв           | Результат        | Место            | Заплыв               | Результат            | Место                | Результат            | Место                | Итоговое место |
| ------------------------- | ------------- | ---------------- | ---------------- | ---------------- | -------------------- | -------------------- | -------------------- | -------------------- | -------------------- | -------------- |
| 100 метров вольным стилем | Аммар Хадияли | 1                | 1:01,07          | 3                | Завершил выступление | Завершил выступление | Завершил выступление | Завершил выступление | Завершил выступление | 55             |

Женщины
| Соревнование              | Спортсмены     | Отборочный раунд | Отборочный раунд | Отборочный раунд | Полуфинал             | Полуфинал             | Полуфинал             | Финал                 | Финал                 | Итоговое место |
| Соревнование              | Спортсмены     | Заплыв           | Результат        | Место            | Заплыв                | Результат             | Место                 | Результат             | Место                 | Итоговое место |
| ------------------------- | -------------- | ---------------- | ---------------- | ---------------- | --------------------- | --------------------- | --------------------- | --------------------- | --------------------- | -------------- |
| 100 метров вольным стилем | Магдалена Моши | 2                | 1:05,80          | 7                | Завершила выступление | Завершила выступление | Завершила выступление | Завершила выступление | Завершила выступление | 45             |